# The Lodger (película de 2009)
The Lodger es una película estadounidense de misterio de 2009, dirigida por David Ondaatje, y protagonizada por Alfred Molina, Hope Davis, y Simon Baker. Esta historia está basada en la novela The Lodger escrita por Marie Adelaide Belloc Lowndes, y antes producida y filmada también por Alfred Hitchcock en 1927, por Maurice Elvey en 1932, por John Brahm en 1944, y por Hugo Fregonese en 1953 (en este último caso distribuida bajo el título Hombre en el Ático (Man in the Attic).

## Argumento
Cabe consignar que en este film, el actor Simon Baker fue quien encarnó al extraño e inquietante huésped allí llamado Malcolm Slaight.
Esta película en realidad presenta dos historias paralelas que se complementan. En una de ellas, un preocupado policía (Alfred Molina en el rol de Chandler Manning) desarrolla una especie de juego de gato-y-ratón con un asesino desconocido y en las sombras. En la otra historia, una casera emocionalmente desequilibrada (la actriz Hope Davis actuando como Ellen Bunting), recela y teme a su enigmático huésped (Simon Baker en el rol de Malcolm Slaight).

## Actores
Historia 1:
- Alfred Molina como Chandler Manning, el detective.[1]
- Rachael Leigh Cook como Amanda, la hija del detective.[1]
- Mel Harris como Margaret, la esposa del detective.[1]
- Shane West como Street Wilkenson, el compañero novato.[1]
- Philip Baker Hall como el jefe de policía.
- Lancer Dean Shull como el oficial de asuntos internos.

Historia 2:
- Hope Davis como Ellen Bunting, la emocionalmente desequilibrada casera.[1]
- Donal Logue como Joe Bunting, su esposo.[1]
- Simon Baker como Malcolm Slaight, el misterioso huésped.[1]

## Otros datos
Este film fue estrenado el 23 de enero de 2009 en Nueva York y Los Ángeles, y distribuido en DVD a partir del 10 de febrero de 2009.